# مككنزي
مككنزي (بالإنجليزية: McKenzie)‏ هي مدينة أمريكية تقع في ولاية ألاباما.تبلغ مساحة هذه المدينة 9.7 (كم²)،ويبلغ عدد سكانها 644 نسمة حسب إحصاء سنة 2010 م.تشير الإحصاءات بأن الكثافة السكانية في هذه المدينة تقدر بـ(66.4) نسمة/كم2.

## التركيبة السكانية
حدّد مكتب تعداد الولايات المتحدة بيانات التركيبة السكانية لمككنزي في تعداد الولايات المتحدة. في ما يلي، التركيبة السكانية حسب تعدادي 2000 و2010.

### تعداد عام 2000
بلغ عدد سكان مككنزي 644 نسمة بحسب تعداد عام 2000، وبلغ عدد الأسر 284 أسرة وعدد العائلات 170 عائلة مقيمة في البلدة. في حين سجلت الكثافة السكانية 66.5 نسمة لكل كيلومتر مربع (172.2/ميل2). وبلغ عدد الوحدات السكنية 324 وحدة بمتوسط كثافة قدره 33.4 لكل كيلومتر مربع (86.5/ميل2).
وتوزع التركيب العرقي للبلدة بنسبة 76.09% من البيض و22.52% من الأمريكيين الأفارقة و0.47% من الأمريكيين الأصليين و0.16% من الأمريكيين ذوي الأصول الآسيوية و0.78% من عرقين مختلطين أو أكثر و0.31% من الهسبانيون أو اللاتينيون من أي عرق.
بلغ عدد الأسر 284 أسرة كانت نسبة 32% منها لديها أطفال تحت سن الثامنة عشر تعيش معهم، وبلغت نسبة الأزواج القاطنين مع بعضهم البعض 40.8% من أصل المجموع الكلي للأسر، ونسبة 16.2% من الأسر كان لديها معيلات من الإناث دون وجود شريك، بينما كانت نسبة 2.8% من الأسر لديها معيلون من الذكور دون وجود شريكة وكانت نسبة 40.1% من غير العائلات. تألفت نسبة 37.7% من أصل جميع الأسر من عدة أفراد يعيشون في نفس المنزل ونسبة 22.2% كانت تتألف من شخص يعيش بمفرده يبلغ من العمر 65 عاماً أو أكثر. وبلغ متوسط حجم الأسرة المعيشية 2.27، أما متوسط حجم العائلات فبلغ 3.04.
بلغ العمر الوسطي للسكان 40.6 عاماً. وكانت نسبة 25.3% من القاطنين تحت سن الثامنة عشر، وكانت نسبة 7.5% بين الثامنة عشر والرابعة والعشرين عاماً، ونسبة 24.5% كانت واقعةً في الفئة العمرية ما بين الخامسة والعشرين والرابعة والأربعين عاماً، ونسبة 21.4% كانت ما بين الخامسة والأربعين والرابعة والستين، ونسبة 21.3% كانت ضمن فئة الخامسة والستين عاماً فما فوق. يوجد لكل 100 أنثى 86.1 ذكر، ويوجد لكل 100 أنثى في الثامنة عشر من عمرها فما فوق 77.5 ذكر.
بلغ متوسط دخل الأسرة في البلدة 18,173 دولارًا، أما متوسط دخل العائلة فبلغ 24,423 دولارًا. وكان متوسط دخل الذكور 23,077 دولارًا مقابل 16,071 دولارًا للإناث. وسجل دخل الفرد الخاص بالبلدة 10,359 دولارًا. وكانت نسبة 21.1% من العائلات ونسبة 27.5% من السكان تحت خط الفقر، وكان من هؤلاء نسبة 34.3% تحت سن الثامنة عشر ونسبة 33.3% في الخامسة والستين من العمر وما فوق.

### تعداد عام 2010
بلغ عدد سكان مككنزي 530 نسمة بحسب تعداد عام 2010، وبلغ عدد الأسر 228 أسرة وعدد العائلات 142 عائلة مقيمة في البلدة. في حين سجلت الكثافة السكانية 54.7 نسمة لكل كيلومتر مربع (141.7/ميل2). وبلغ عدد الوحدات السكنية 257 وحدة بمتوسط كثافة قدره 26.5 لكل كيلومتر مربع (68.6/ميل2).
وتوزع التركيب العرقي للبلدة بنسبة 67.74% من البيض و29.81% من الأمريكيين الأفارقة و0.38% من الأمريكيين الأصليين و2.08% من عرقين مختلطين أو أكثر و0.38% من الهسبانيون أو اللاتينيون من أي عرق.
بلغ عدد الأسر 228 أسرة كانت نسبة 28.1% منها لديها أطفال تحت سن الثامنة عشر تعيش معهم، وبلغت نسبة الأزواج القاطنين مع بعضهم البعض 36.4% من أصل المجموع الكلي للأسر، ونسبة 19.3% من الأسر كان لديها معيلات من الإناث دون وجود شريك، بينما كانت نسبة 6.6% من الأسر لديها معيلون من الذكور دون وجود شريكة وكانت نسبة 37.7% من غير العائلات. تألفت نسبة 36.4% من أصل جميع الأسر من عدة أفراد يعيشون في نفس المنزل ونسبة 15.8% كانت تتألف من شخص يعيش بمفرده يبلغ من العمر 65 عاماً أو أكثر. وبلغ متوسط حجم الأسرة المعيشية 2.32، أما متوسط حجم العائلات فبلغ 2.97.
بلغ العمر الوسطي للسكان 42.3 عاماً. وكانت نسبة 19.1% من القاطنين تحت سن الثامنة عشر، وكانت نسبة 12.8% بين الثامنة عشر والرابعة والعشرين عاماً، ونسبة 21.5% كانت واقعةً في الفئة العمرية ما بين الخامسة والعشرين والرابعة والأربعين عاماً، ونسبة 30.4% كانت ما بين الخامسة والأربعين والرابعة والستين، ونسبة 16.2% كانت ضمن فئة الخامسة والستين عاماً فما فوق. وتوزع التركيب الجنسي للسكان بنسبة 48.3% ذكور و51.7% إناث.